# Nisza przy Zagonie
]
Nisza przy Zagonie – jaskinia, a właściwie schronisko, w Dolinie Małej Łąki w Tatrach Zachodnich. Wejście do niej znajduje się u podnóża ściany Zagonnego Zębu, w żlebie Zagon, na wysokości 1676 metrów n.p.m. Jaskinia jest pozioma, a jej długość wynosi 7 metrów.

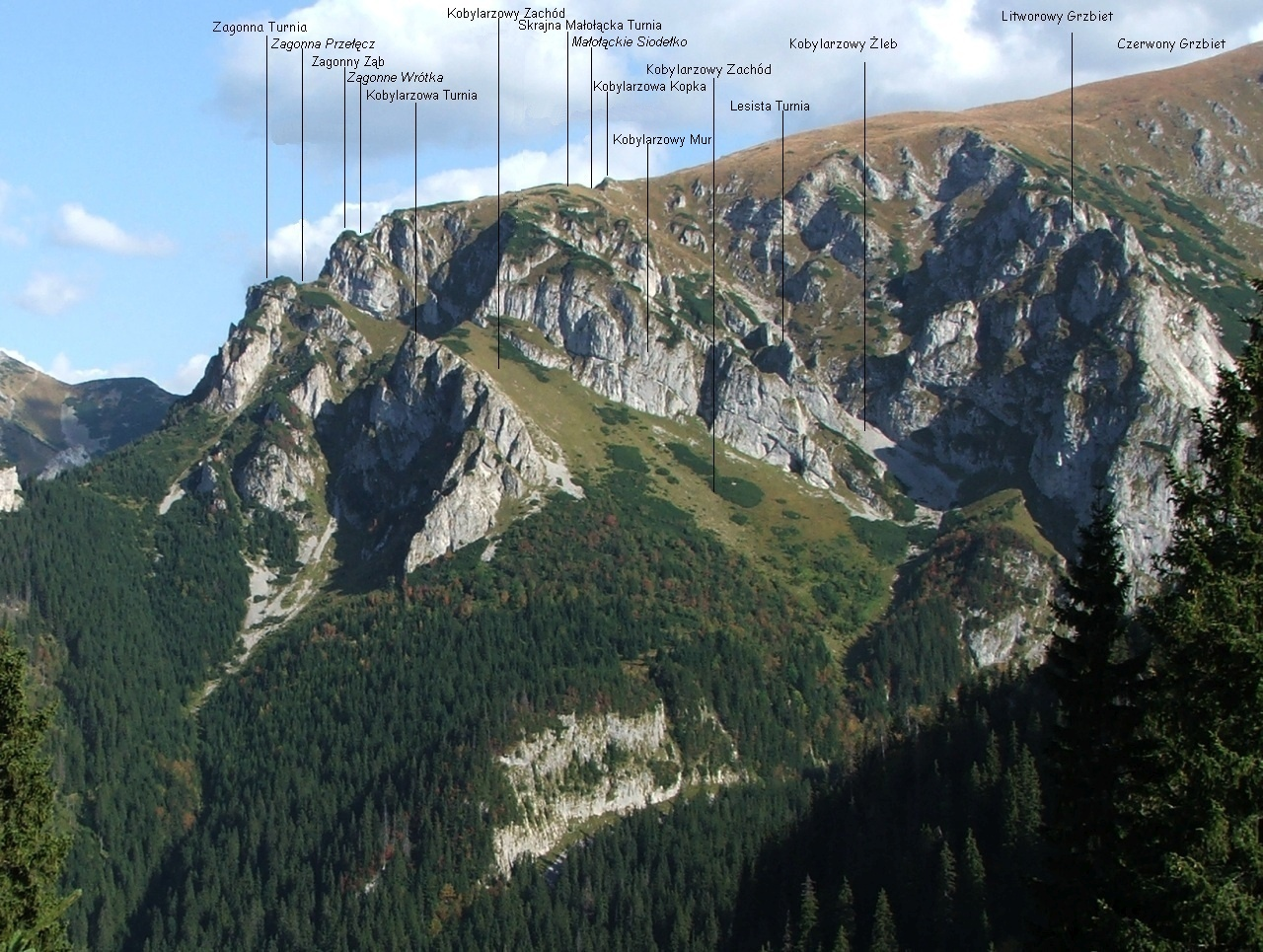
Widok od zachodu

## Opis jaskini
Jaskinię stanowi niski, poziomy korytarzyk zaczynający się w dużym otworze wejściowym, a kończący niewielką salką.

## Przyroda
W jaskini brak jest nacieków. Bywają w niej kozice. Ściany są wilgotne, rosną na nich glony, mchy i porosty.

## Historia odkryć
Jaskinię odkryli S. Wójcik i M. Kruczek w 1959 roku. Jej pierwszy plan i opis sporządziła I. Luty przy pomocy A. Domosławskiej, A. Sadowskiej i A. Skarżyńskiego w 1981 roku.